# Instituut Christus Koning en Hogepriester
Het Instituut Christus Koning en Hogepriester (Institutum Christi Regis Summi Sacerdotis, afgekort ICRSS) is een katholieke Gemeenschap van Apostolisch Leven van diocesaan recht die op 1 september 1990 werd opgericht met goedkeuring van Paus Johannes-Paulus II. Op 7 oktober 2008 werd het als congregatie van pauselijk recht erkend. Ook de zustercongregatie van het Instituut kreeg deze erkenning. Zij wordt gerekend tot de kerkelijke stroming van het Traditionalisme.
Zij richt zich op de viering van de Sacramenten volgens de Latijnse riten. Voor de H. Mis gebruikt zij de Tridentijnse liturgie volgens de editie van het Missale Romanum uit 1962. Het instituut draagt met goedkeuring van de H. Stoel Indult-Missen op en wordt door de Pauselijke Commissie Ecclesia Dei bijgestaan en gesuperviseerd.

## Het ICRSS wereldwijd
De gemeenschap wordt geleid door Gilles Wach. Het ICRSS kent een gestage groei: in 2005 telde het 45 priesters en 50 seminaristen, terwijl er in 2008 meer dan 50 priesters en meer dan 60 seminaristen waren. De traditionele Latijnse liturgie en rechtzinnige theologie trekken seminaristen aan. Verschillende jonge priesters uit Amerikaanse en Europese bisdommen gaan op retraite in het seminarie van de ICRSS om hun priesterlijke identiteit terug te vinden of te versterken. Het priesterseminarie is gevestigd te Gricigliano in Italië, nabij Florence. Een nabijgelegen klooster van jonge Adoratricen, zusters die de altijddurende aanbidding van het H. Eucharistisch Sacrament van het Altaar praktiseren, heeft zich eveneens onder de geestelijke hoede van het instituut geschaard.
Het ICRSS is inmiddels in vele landen over de wereld actief, maar voornamelijk in Italië, Frankrijk, Oostenrijk, Zwitserland, Verenigd Koninkrijk, Spanje, België, Verenigde Staten, Ierland, Canada en Zweden.

## Het ICRSS in Nederland
Het ICRSS is niet actief in Nederland. 

## Het ICRSS in België
In België wordt de Mis gecelebreerd in twee kapellen van het bisdom Doornik te Havré en Brasmenil, in één kapel van het aartsbisdom Mechelen-Brussel te Brussel en in de Basiliek van Onze-Lieve-Vrouw van Dadizele in bisdom Brugge. Tevens wordt te Brussel de geestelijke leiding waargenomen van een private tweetalige (Frans/Engels) basisschool en middelbare school, L’Ecole Internationale Catholique de Bruxelles.